# Gert Kams
Gert Kams (Koeru, 25 maggio 1985) è un calciatore estone, difensore o centrocampista del Paide III.

## Palmarès

### Club

#### Competizioni internazionali
- Coppa della Livonia: 1

Flora Tallinn: 2018